# 李杰 (明朝将领)
李杰（1331年—1368年），字茂实，元朝至顺二年出生于河南江北行省寿春府霍丘县（今安徽省六安市霍邱县），明朝开国将领之一。李杰为农民出身，在元末民變中归附朱元璋政权，洪武元年（1368年）随徐达北征时阵亡于孔山寨，被明廷追赠为镇国上将军都指揮使，后又加赠骠骑将军、都督僉事。

## 生平
李杰出生于农民家庭，史料记载他“为人朴直，力于穑事”，至正十年至十一年（1350年—1351年）间，李杰在颍汝一带决意参加起义军，至正十六年（1356年），李杰归附朱元璋，在徐达麾下参与各项战役，先后辗转于宣城、毘陵、安庆、九江、太平、庐州、泰州、高邮、淮安、吴兴、姑苏以及湖南、湖北、鄱阳湖等地，因功被封为宣武将军、广武卫指挥使，后随徐达北上中原征战。洪武元年（1368年）十二月乙亥，李杰在攻打孔山寨时先入敌阵战斗，但敌人人多势众而明军支援未能及时赶到，李杰在战斗中阵亡。

## 身后

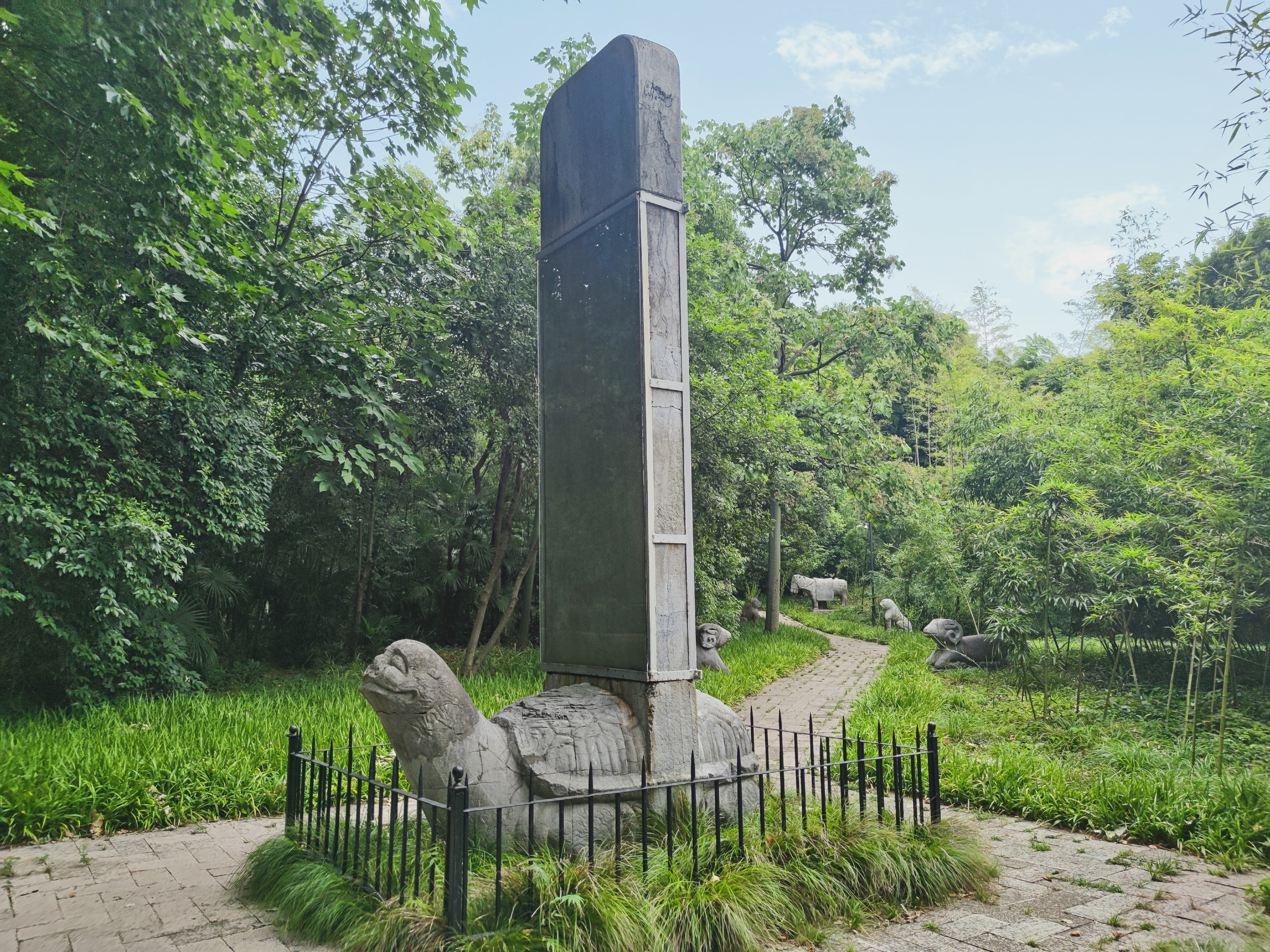
李杰墓的神道碑，现存于南京市雨花台风景区内。

李杰阵亡后，他的遗体于洪武二年（1369年）八月运回京师，安葬于聚宝山之下，明朝朝廷追赠李杰为镇国上将军都指挥使。在洪武年间，李杰之子李谅又立下战功，其女李氏被封为李淑妃，李杰遂被加赠骠骑将军和都督佥事。洪武三十一年（1398年），明廷敕大学士宋濂为李杰的墓葬撰写神道碑，该碑记在后来成为罕见的未被永乐朝君臣篡改的洪武时期碑文纪事，具有较大的历史研究意义。李杰墓葬的具体地点在后世已无法寻得，而其墓葬石刻则于民国时期被发现，2006年成为中华人民共和国全国重点文物保护单位明孝陵的子项——明功臣墓的一部分。

## 家庭
李杰的妻子为茆氏（亦有记载为茅氏），诰封三品太淑人，二人育有李谅、李忠两子，以及后来被敕封为淑妃的女儿李氏，李谅在李杰战殁后入军，后立有战功，官至昭勇将军、神策卫指挥使，子孙世袭神策卫指挥使，李氏晋封淑妃后又升至骠骑将军、中军都督府都督佥事，永乐五年（1407年）致仕；其弟李忠则官至明威将军、旗手卫指挥佥事，子孙世袭旗手卫指挥佥事，后升至昭勇将军、旗手卫亲军指挥使，永乐年间被勒令还乡。李杰的父亲是李永中，母亲董氏，为霍丘农民，约去世于元末，李杰战死后，李永中被追封为宣武将军、亲军指挥使司佥都尉，李氏晋淑妃后又被追封为陇西郡伯，董氏则被追封为陇西郡君。